# Geschichte Matreis in Osttirol

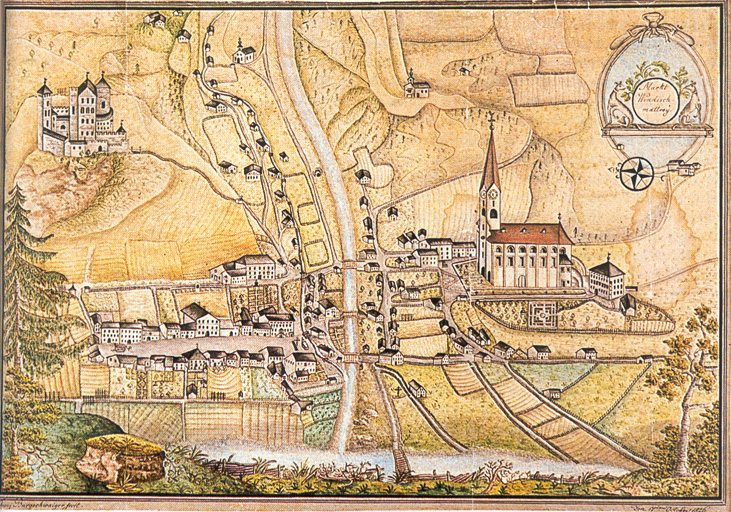
Matrei 1826 nach einem Aquarell des Gerichtsbeamten und Freizeitmalers Franz Burgschwaiger

Die österreichische Marktgemeinde Matrei in Osttirol mit ihren heute knapp 5.000 Einwohnern gehörte ab dem Beginn des 13. Jahrhunderts zum erzbischöflichen Herrschaftsgebiet Salzburg. Dadurch wurde das Gebiet lange Zeit vom zu Tirol gehörenden, umliegenden Gebiet isoliert. Erst die Ereignisse rund um die Napoleonischen Kriege bewirkten, dass Matrei Teil Tirols wurde. Wirtschaftlich blieb Matrei lange ein unterentwickeltes, von der Landwirtschaft geprägtes Gebiet. Durch den Mitte des 19. Jahrhunderts einsetzenden Tourismus begann jedoch ein allmählicher Aufschwung der Gemeinde.

## Namensgebung
Erstmals urkundlich erwähnt wurde Matrei im Jahr 1170 als Matereie. Wie der Name von Matrei am Brenner dürfte auch der Name von Matrei in Osttirol aus vorrömischer Zeit stammen und illyrischen Ursprungs sein. Abgeleitet wird der Ortsname vom indo-europäischen mater, der auf eine im Ostalpen- und Mittelmeerraum verehrte, göttliche Mutter zurückgeht, deren heimische Lautung Anna divia Damatria (die göttliche Herrin Erd-Mutter) war.
1335 wurde der Ort in einem Weihebrief für die nach einem Brand neu errichtete Kirche als in bindisch Matrey (Windisch-Matrei) bezeichnet. Die Bezeichnung Windisch ist jedoch nicht auf die zu dieser Zeit bereits assimilierten Alpenslawen zurückzuführen, sondern diente der Unterscheidung des Ortes von Matrei am Brenner und war auch als Bezeichnung für die Zugehörigkeit zum Land Kärnten gebräuchlich. Die Bezeichnung Windisch-Matrei setzte sich jedenfalls auch in der Salzburger Kanzlei durch und blieb bis nach dem Ersten Weltkrieg amtlich. Um die oft irreführende Bezeichnung „Windisch“ zu ändern und auch um den Tourismus anzukurbeln, beschlossen 1921 Vertreter der Markt- und Landgemeinde eine Umbenennung in „Matrei am Großvenediger“, dies wurde jedoch von der Landesregierung abgelehnt. Deshalb wählten die Gemeindevertreter den Namen „Matrei in Osttirol“. Nachdem 1938 Osttirol jedoch Kärnten zugeschlagen wurde, stand der Name „Matrei in Kärnten“ zur Diskussion. Da sich aber die Matreier gegen diese Bezeichnung wehrten, setzte sich nun das früher propagierte „Matrei am Großvenediger“ durch. 1945 wurde der Name jedoch wieder in die heutige Form Matrei in Osttirol (offizielle Schreibweise Matrei i. O.) geändert.

## Ur- und Frühgeschichte
Aufgrund fehlender Funde liegt die Urgeschichte des Matreier Gemeindegebietes im Dunkeln. Neolithische Jäger waren jedoch in Osttirol bereits im 7. bis 6. Jahrtausend vor Christus anwesend, wie eine 1987 am sogenannten Hirschbichl in St. Jakob im Defereggental entdeckte Fundstelle beweist. Mit der Jungsteinzeit (6. bis 3. Jahrtausend v. Chr.) setzten sich in Osttirol Ackerbau und Viehzucht sowie Töpferei und Hausbau durch, Funde aus Matrei fehlen jedoch auch für diese Periode.
Aus der frühen und mittleren Bronzezeit (ca. 22. bis 13. Jahrhundert v. Chr.), in der die Bronze den Stein als bestimmenden Werkstoff ablöste, sind erstmals auch Funde auf dem Gemeindegebiet Matreis bekannt. Am Matreier Klaunzerberg befand sich in der frühen Bronzezeit ein Schmelzplatz, an dem Keramikfunde ausgegraben wurden. In der späten Bronzezeit (Urnenfelderkultur) war Osttirol von der sogenannten Laugen-Melaun-Kultur geprägt, die sich vom Alpenrheintal über Tirol bis ins Kärntner Drautal erstreckte. In Matrei wurden aus dieser Zeit schlanke mittel- und endständige Lappenbeile aus Bronze entdeckt.

## Eisen- und Römerzeit
Mit der zweiten Hälfte des 8. Jahrhunderts v. Chr. begann in Osttirol die ältere Eisenzeit, die auf Grund des Hauptfundortes auch Hallstattzeit genannt wird. Diese Periode war vor allem von der verstärkten Verwendung des Eisens geprägt, das zuvor kaum verwendet worden war. Funde aus dieser Zeit sind besonders aus dem benachbarten Virgen bekannt. Die folgende jüngere Eisenzeit (La-Tène-Zeit), war in Osttirol von der Fritzens-Sanzeno-Kultur geprägt. Kennzeichen dieser Kultur sind unter anderem die typische Hausform (eingetiefte Häuser mit winkeligen Zugängen) und Keramiken mit seicht eingestrichenen oder gestempelten Mustern. Diese Keramiken entdeckte man auch in Matrei (Weißenstein).
Etwa um 100 v. Chr. fiel der Osttiroler Raum an die Kelten. Das Römische Reich schloss einen staatlichen Freundschaftsvertrag mit dem keltischen Königreich Noricum, um sich den Zugriff auf die Erzlagerstätten zu sichern. Im Gegensatz zum benachbarten Rätien kam Noricum jedoch 15 v. Chr. friedlich ans Römische Reich. Als Zentrum Osttirols entwickelte sich zu dieser Zeit Aguntum. Matrei spielte jedoch als Ausgangspunkt in das kupferreiche Virgental und als Kreuzungspunkt des Saumwegs über den Felber Tauern bereits früh eine gewichtige Rolle. Die Funde aus Matrei und Umgebung werden heute vom örtlichen Museumsverein gesammelt und ausgestellt.

## Matrei im Mittelalter

### Matrei im Frühmittelalter
Ab dem 5. Jahrhundert n. Chr. drangen immer stärker germanische und slawische Stämme in die römischen Provinzen ein und zerstörten das benachbarte Aguntum. Zunächst rückten im 6. Jahrhundert die Baiern von Norden aus vor und stießen bis ins Pustertal vor. Als jedoch die Slawen von den Awaren bedroht wurden, drangen die Slawen immer weiter nach Westen vor und besiedelten schließlich das Drau- und Iseltal und somit auch das Gebiet von Matrei. Die Landnahme dürfte dabei großteils friedlich gegenüber der einheimischen Bevölkerung verlaufen sein, da durch die Abwanderung der Römer ausreichend freier Siedlungsraum vorhanden war. Zusätzlich erschlossen die Slawen neue Wirtschafts- und Siedlungsgebiete.
Im 8. Jahrhundert geriet das slawische Karantanien, das eine wesentlich größere Ausdehnung als das heutige Kärnten hatte, an das Herzogtum Bayern und wurde von bairischen Kolonisten besiedelt. Slawische Machtträger wurden immer mehr durch bayrisch-fränkische Adelige verdrängt. Es folgte die Christianisierung der Region, wobei sich zunächst das Patriarchat Aquileia durchsetzte und wahrscheinlich die Urpfarrei Virgen (später Landdekanat Virgen mit Matrei, Kals und Defereggen) gründete. Für das Gebiet um Matrei setzte sich jedoch letztlich das Erzbistum Salzburg durch. Durch die Festlegung der Diözesangrenzen 811 durch Karl den Großen konnte das Erzbistum Salzburg seine Grenzen über die Iselregion sowie über das Gebiet links der Drau ausdehnen.

### Matrei im Hochmittelalter

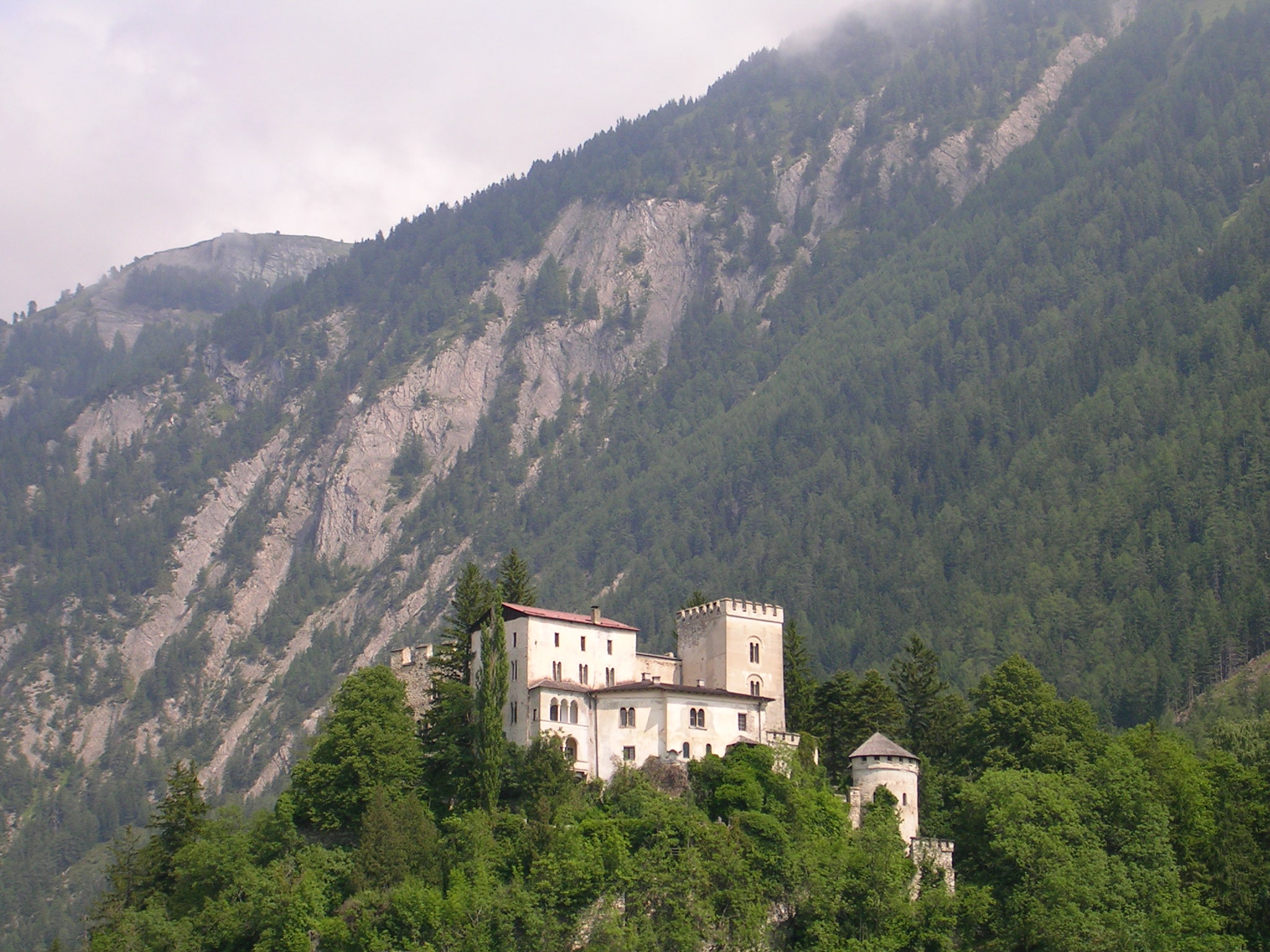
Schloss Weißenstein

Der Kärntner Lurngau reichte im Hochmittelalter etwa von Spittal an der Drau bis zum Anraser Bach. Der Lurngau umfasste aber auch das Iseltal und die Region um Matrei. Urkunden belegen die Zugehörigkeit des Matreier Ortes Zedlach (Cetulic) zum Lurngau in den Jahren 1022 und 1029. Auch durch die Besitzverhältnisse war Matrei mit dem Lurngau verbunden. Der aus Oberschwaben stammende Graf Wolfrat von Alshausen-Isny-Veringen hatte zunächst Güter im Lurngau erworben. Sein Sohn Wolfrat II., der sich im Jahr 1121 erstmals Graf von Treffen nannte, verfügte jedoch nicht nur über Besitz am Ossiacher See, er gelangte auch in den Besitz von Lengberg und einer großen Grundherrschaft in Matrei. Während Wolfrats Sohn Ulrich II. zum Patriarchen von Aquileia ernannt wurde, heiratete Wilbirgis, eine seiner beiden Töchter, den Grafen Heinrich von Lechsgemünd, dessen Herrschaftsbereich im Oberpinzgau lag. Als Heiratsausstattung brachte Wilbirgis die Besitzungen und Burgen von Lengberg und Matrei in die Ehe ein. Heinrich konnte somit seine Herrschaft über den Alpenhauptkamm nach Süden ausdehnen, sein Stammschloss lag jedoch an der Mündung des Lechs in die Donau. Nach seinen Besitzungen in Matrei nannte sich Heinrich in der Folge oftmals auch „Graf von Matrei“, der Ort war jedoch nie eine Grafschaft, sondern immer nur eine „Herrschaft“. In ihrem Testament vermachte Wilbirgis die Schlösser Matrei und Lengberg jedoch rechtsgültig dem Patriarchat Aquileia, ihr Gatte verkaufte jedoch all seine Besitzungen im Jahr 1207 für 2850 Mark Silber dem Erzbischof Eberhard von Salzburg. Nur den Ertrag der Herrschaft Lengberg behielt Heinrich bis zu seinem Tod. Nach dem Tod Heinrichs (vor 1212) entbrannte zwischen Salzburg und Aquileia ein Streit um den Besitz von Matrei und Lengberg, wobei jedoch auch andere Besitzstreitigkeiten zur Klärung anstanden. Ein Schiedsgericht in Anras legte 1212 schließlich fest, dass alle Güter der Kontrahenten an den jeweiligen Inhaber des Diözesangebiets übergehen sollten. Dadurch fielen Matrei und Lengberg, weil im Salzburger Diözesangebiet gelegen, an das Erzbistum Salzburg.
Ob der Auslöser für den Verkauf Matreis an den Salzburger Erzbischof die Zerstörung des Ortes im 12. Jahrhundert durch eine Naturkatastrophe war, bleibt Spekulation. Nach einer Sage soll sich der Hauptort einst zwischen dem heutigen Westende des Marktes und dem Schloss Weißenstein befunden haben.

### Matrei als Teil Salzburgs

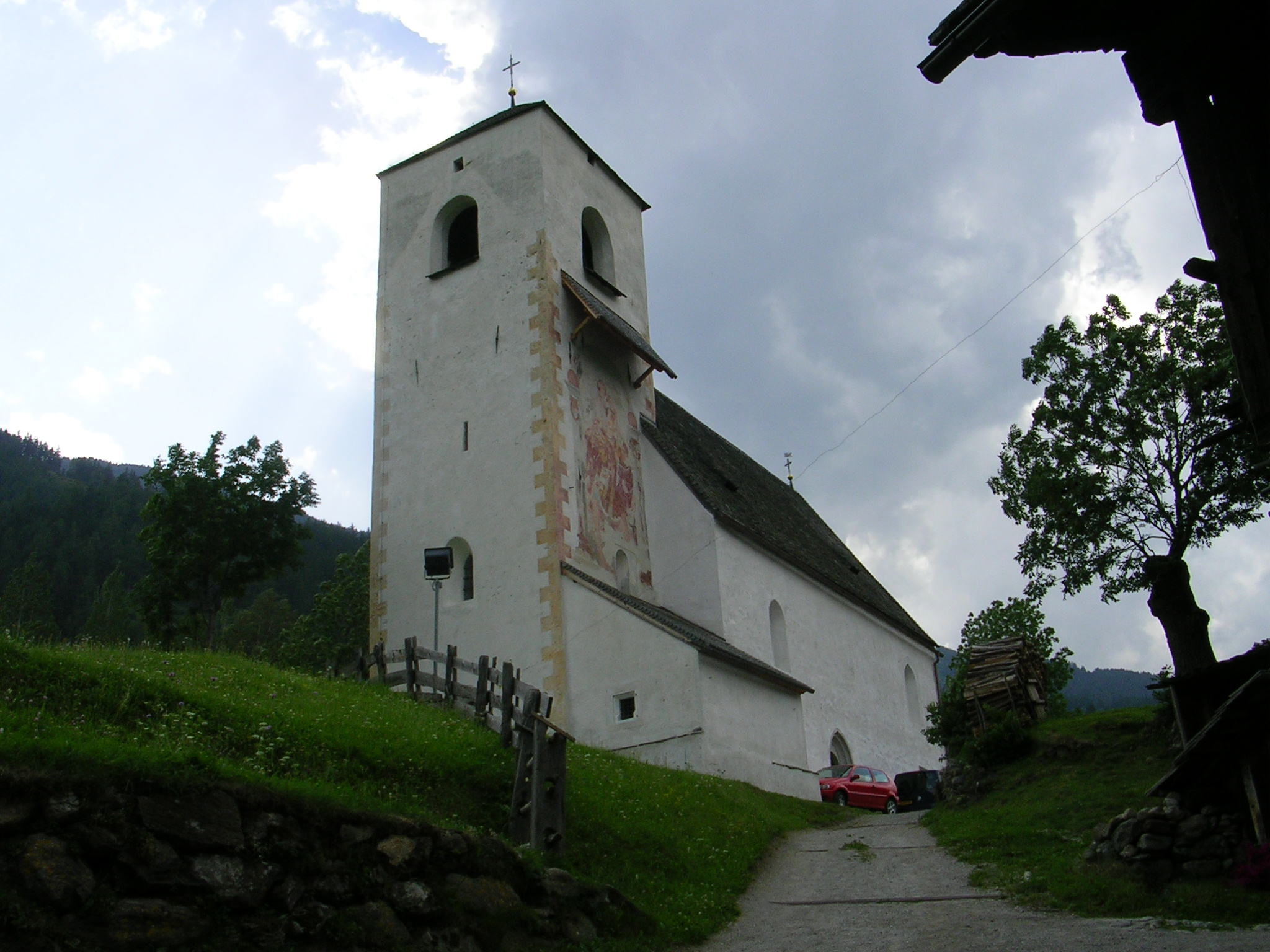
St. Nikolauskirche (Matrei) aus dem späten 12. Jahrhundert

Matrei wurde durch die neue Zugehörigkeit zu Salzburg in eine Randposition gedrängt. Vom Salzburger Kernland war es durch den Felber Tauern abgetrennt, der nur wenige Monate im Jahr passierbar war. Engere Beziehungen zu Tirol, das nun „Ausland“ war, wurden hingegen durch Handelsbehinderungen und amtliche Schikanen eingeschränkt. Zum Salzburger Gebiet gehörten neben Matrei-Markt und Matrei Land (so die spätere Bezeichnung) auch Streulagen im Defereggental. Ob die Kienburg, deren Besitz oftmals den Lechsgemündern zugeschrieben wird, zu diesem Zeitpunkt im Besitz Salzburgs war, geht aus den Quellen jedoch nicht hervor. Spätestens in der zweiten Hälfte des 13. Jahrhunderts hatte Matrei auch bereits das Marktrecht erhalten. Wann genau der Ort zum Markt erhoben worden war, ist jedoch nicht nachgewiesen. Matrei galt zudem als Salzburger Urpfarre, die neben dem heutigen Pfarrgebiet auch Mitteldorf, Huben und das Defereggental mit Ausnahme von St. Jakob umfasste. Das Erzbistum hatte jedoch nicht nur kirchlichen und politischen Einfluss, es stellte auch den größten Grundbesitzer in Matrei dar und besaß so viele Leibeigene, dass diese auf den eigenen Gütern nicht alle eingesetzt werden konnten. Neben dem Erzstift traten als Grundherren vor allem die Grafen von Görz sowie kirchliche Institutionen auf. Als Lehensformen gab es in Matrei das Beutellehen und das Freistift, das jedoch immer mehr an Bedeutung verlor. Zur Verwaltung residierte einst ein Burggraf mit einem Richter auf Schloss Weißenstein, um 1300 werden hingegen erstmals ein Pflegrichter und ein Amtmann (Urbarbeamter) genannt, die die Besitztümer des Erzstiftes verwalteten.
Die unterschiedlichen Besitzverhältnisse und Interessen brachten Mitte des 13. Jahrhunderts aber auch Krieg und Verwüstung nach Matrei. Philipp von Spanheim, seit 1247 Elekt-Erzbischof von Salzburg, stand im Konflikt mit Kaiser Friedrich II. Da er einen Einfall kaiserlicher Truppen ins Ennstal fürchtete, nahm der Erzbischof präventiv die kaiserlichen Burgen ein. Graf Meinhard III. von Görz, der auf der Seite des Kaisers stand, griff daraufhin dreimal Matrei und Virgen an und plünderte die Dörfer. 1252 wurde der Konflikt schließlich durch den Frieden von Lieserhofen beigelegt, durch den die Festung Virgen an Salzburg ging und Schloss Matrei zurückgegeben werden musste. Die Kienburg blieb jedoch auch in der Folgezeit umstritten und wechselte immer wieder den Besitzer. Auch die Pfarrkirche blieb nicht von Katastrophen verschont. 1326 brannte sie ab, der Neubau wurde 1335 geweiht.

## Matrei in der frühen Neuzeit

### Der Markt Matrei

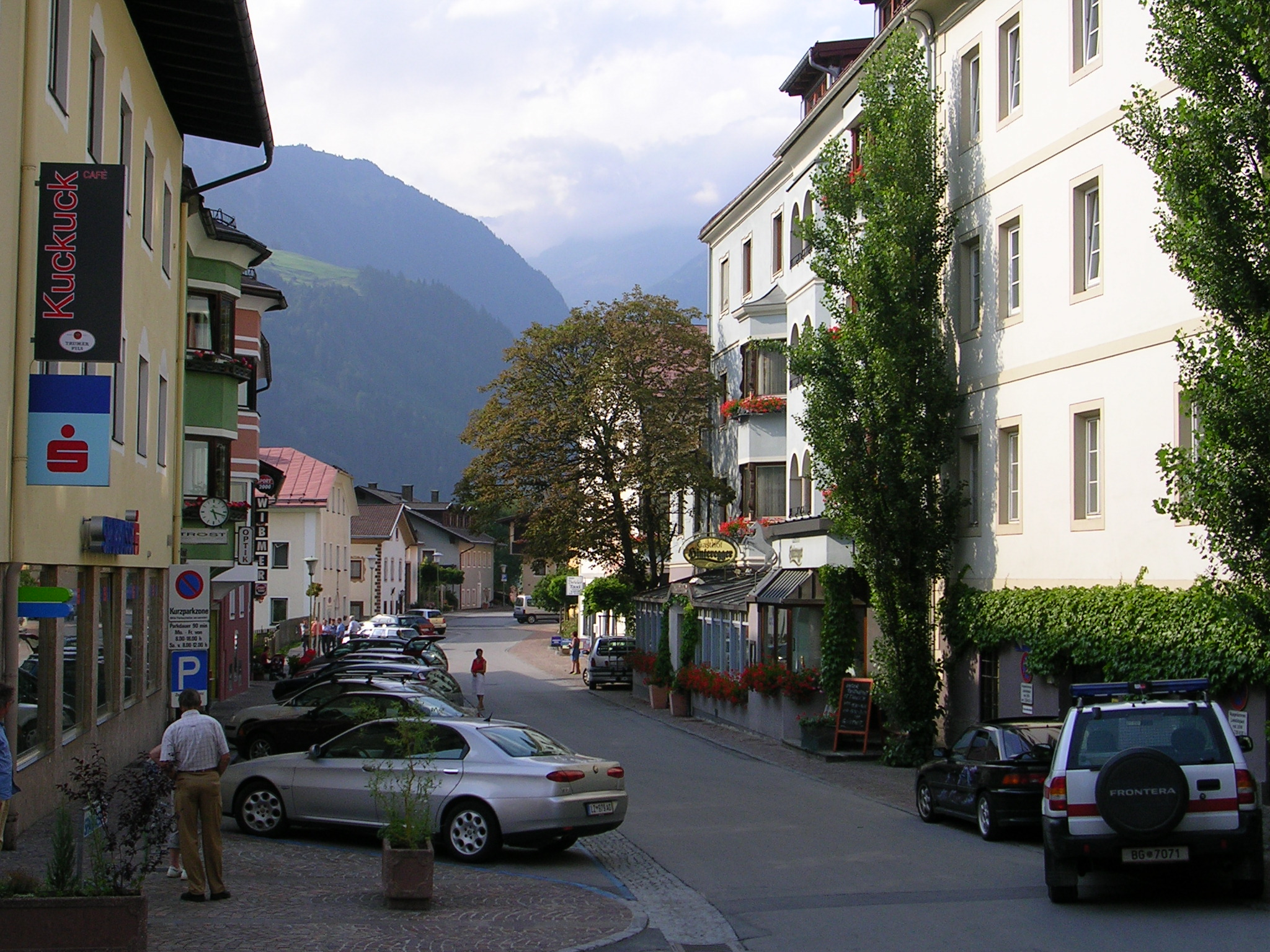
Der Hintermarkt (Ortskern) in Matrei 2005

Die Bürger des Marktes Matrei besaßen ab 1500 durch die Einführung des Marktrichteramtes eine gewisse Selbstverwaltung. Dieses Amt umfasste zwei Kämmerer (Kassierer) und drei bis acht Ausschussmitglieder, darunter später auch einige aus den umliegenden Rotten. Von den erwachsenen männlichen Bürgern wurde der Marktrichter gewählt. Den Pflegrichter für die Pflegschaft Matrei stellte hingegen ab 1617 die Familie Lasser, von 1721 bis 1804 war das Amt in dieser Familie zudem erblich. Die Familie Lasser baute auch den 1530 errichteten Amtskasten zu einem Gerichtsgebäude mit Gefängnis und Pferdestall um, woraufhin die Pflegeverwaltung vom Schloss in den Amtskasten wechselte.
1616 gab es 30 Bürgerhäuser im Markt Matrei. Sie waren alle bereits seit etwa 1600 in Privatbesitz und nicht mehr Burglehen. Der Bürgerstand war mit Hausbesitz verbunden, und die Bürger hatten Privilegien wie Gastbetrieb, Handelsgeschäfte, Bierbrauen und Alkoholausschank inne. Die Bürger selbst waren in der Regel Nachkommen früherer Edelfreier, erzfürstliche Dienstleute, aber auch tüchtige Leibeigene gewesen. Daneben lebten in Matrei die Söllhäusler, die kleine Häuser innerhalb des Burgfrieds errichten durften, und Einwohner, die weder Grund- noch Hausbesitz hatten. Beide Gruppen stellten im Ort die Gruppe der Gewerbetreibenden und Arbeiter. Die Lebensgrundlage des Marktortes blieb auch in der frühen Neuzeit die Landwirtschaft. 1592 gab es im Ort lediglich 18 Handwerker und Gewerbetreibende, die zunftmäßig organisiert waren. Verdienstmöglichkeiten boten auch die zahlreichen Erzgruben um Matrei sowie der Verkehr über den Felber Tauern. Der Handel spielte hingegen keine große Rolle. Zahlreiche Menschen verließen Matrei im Frühjahr auch über den Tauern und arbeiteten im angrenzenden Pinzgau als Weber, Handwerker oder Tagelöhner.

### Aufstände und Pestepidemien
Durch die massiven Steuererhöhungen Anfang des 16. Jahrhunderts verschlechterte sich die Lage der Landbevölkerung in Salzburg und Tirol massiv. Zudem bereicherten sich die örtlichen Beamten durch die Eintreibung willkürlicher Steuern. In Tirol und Salzburg löste dies ähnlich wie in weiten Teilen des Deutschen Reichs Bauernaufstände aus, an denen sich auch die Matreier 1525 beteiligten. Während der örtliche Pfleger flüchten konnte, sperrte die Bevölkerung alle anderen Beamten im Schloss Weißenstein ein und plünderten Schloss und Amtshof. König Ferdinand I. nützte die Gelegenheit und besetzte Matrei. Er anerkannte die Aufrührer, während diese ihm huldigten und so kurzfristig Tiroler wurden. Bereits im November 1526 musste die Tiroler Regierung jedoch die Herrschaft und das Schloss an den Erzbischof zurückgeben.
Ab der Mitte des 16. Jahrhunderts sind immer wieder starke Ausbrüche von Pest und anderen Epidemien überliefert. 1564/65 starben an einer pestartigen Seuche 99 Personen. 1571 und 1592/93 lassen hohe Sterbezahlen ebenfalls auf ansteckende Krankheiten schließen. 1649 wurde erneut die Pest eingeschleppt. Willkürliche Steuererhöhungen sorgten im 17. Jahrhundert immer wieder für Aufstände. 1645 führte die Einführung einer Sondersteuer im Zillertal zu einem Aufstand, der sich auch auf Matrei ausbreitete. Auch 1672, 1678 und 1685 musste Salzburg Soldaten nach Matrei senden, um die Untertanen in die Schranken zu weisen. Zum größten Aufstand kam es jedoch zur Zeit des Spanischen Erbfolgekriegs. Nachdem die Kleine Eiszeit geringe Ernten bewirkt hatte, erschöpften sich die Bergwerke und 1702 kam es zu einer starken Vermurung. Als 1703 nun die Weihesteuer für den neuen Dompropst zu zahlen war, sahen sich die Bürger außerstande, diese Steuer zu zahlen. Eine Beschwerdekommission der Bürger wurde jedoch in Salzburg gefangen genommen. Andere Rebellen wurden mittels gefälschter Briefe aus Matrei gelockt. Schließlich erreichte der Aufstand jedoch einen Steuernachlass und einen gerechteren Steuerschlüssel.

## Matrei im 18. und 19. Jahrhundert

### Neubau der Pfarrkirche

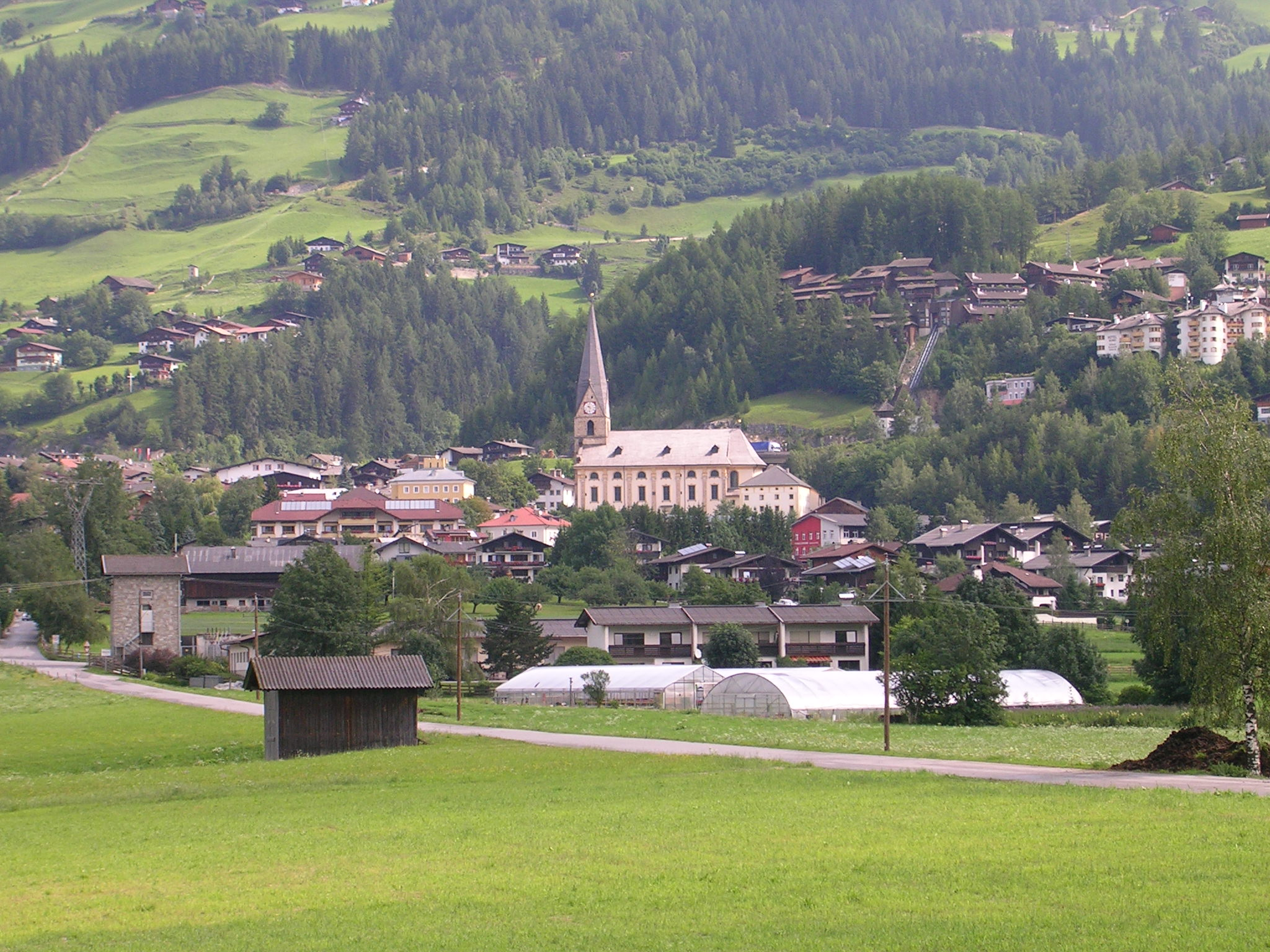
Blick von Westen auf Matrei und die Pfarrkirche St. Alban

Wichtigstes Ereignis im Matrei des 18. Jahrhunderts war der Neubau der Pfarrkirche St. Alban. Auf erzpriesterliches Urteil und mit einer Genehmigung aus Salzburg wurde zunächst zwischen 1737 und 1741 der baufällige Pfarrhof abgerissen und durch einen Neubau ersetzt. 1776 wurde mit dem Neubau der Kirche begonnen, die zu dieser Zeit zwar nicht baufällig, aber viel zu klein geworden war. Die Arbeiten hierzu wurden 1783 vollendet, die Weihe fand jedoch erst am 28. Oktober 1789 statt.

### Matrei während der Napoleonischen Kriege

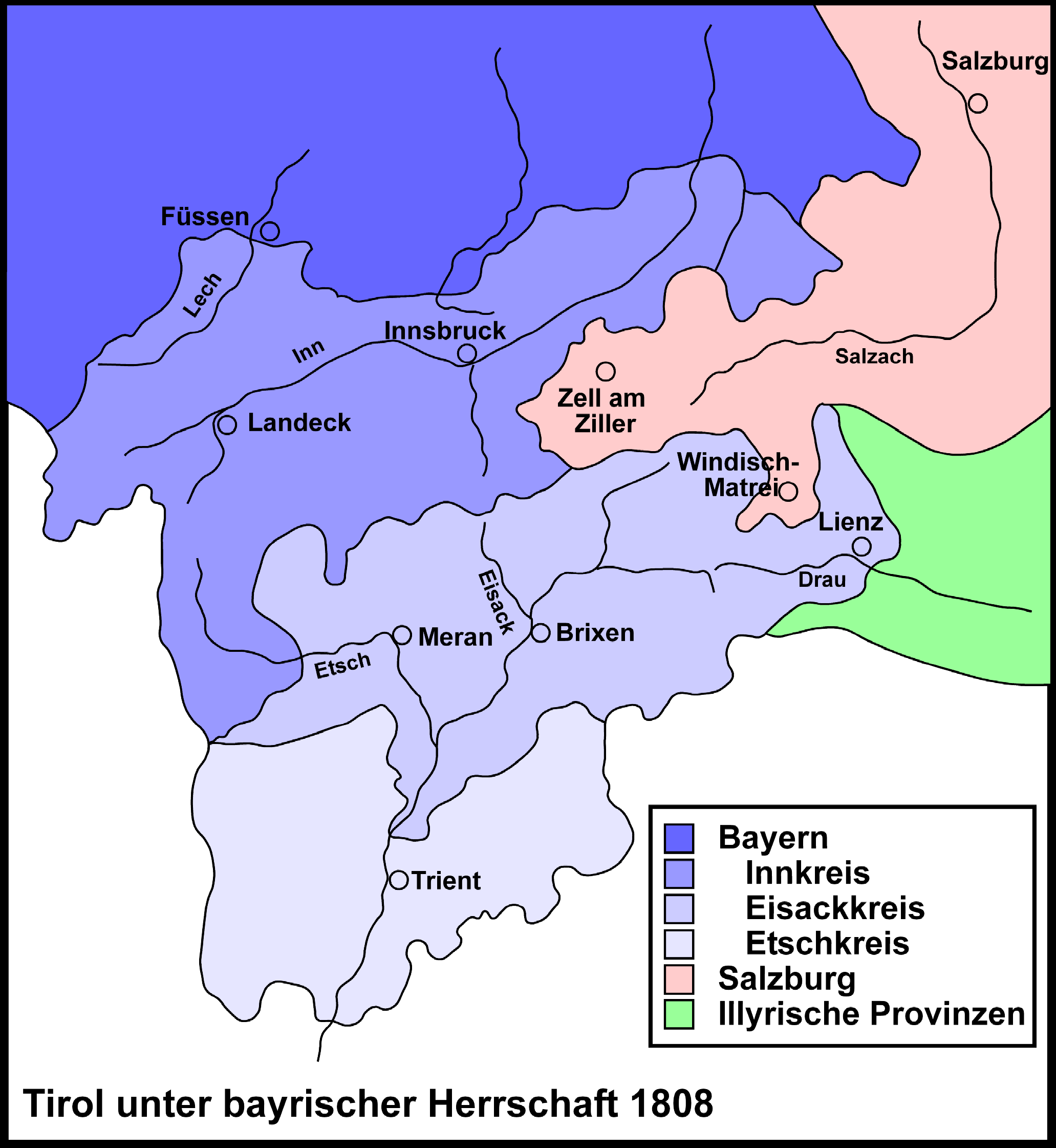
Matrei als Teil Salzburgs am Beginn des 19. Jahrhunderts

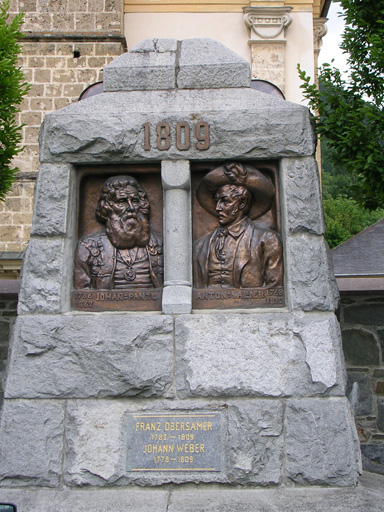
Denkmal für die Opfer der Franzosen vor dem Matreier Friedhof

Kurze Zeit später warfen bereits die napoleonischen Kriege ihren Schatten auf Matrei voraus. 1797 beteiligten sich die Matreier an der Abwehr des Franzoseneinfalls durch die Tiroler Schützen, 1800 musste der Salzburger Erzbischof Hieronymus Franz Josef von Colloredo-Mannsfeld nach Wien flüchten. Er regierte sein Land bis 1803 von Wien aus, als der Reichsdeputationshauptschluss des Deutschen Reiches alle geistigen Fürstentümer auflöste. Salzburg fiel somit als Austausch für die nun napoleonische Toskana an Erzherzog Ferdinand III., den Bruder von Kaiser Franz. Der Rekrutierung zur Sicherung des Landes widersetzten sich jedoch die Matreier, nur unter Zwang konnten vier der elf geforderten Rekruten nach Salzburg gebracht werden. Nach dem Frieden von Pressburg erhielt Österreich nun endgültig Salzburg zugesprochen. Tirol war bereits 1805 zu Bayern gekommen, Matrei hingegen gehörte nun zu Österreich. Deshalb beteiligten sich die Matreier zunächst auch nicht am Aufstand der Tiroler gegen die bayrische Herrschaft. Erst als Napoleon im Herbst 1809 Österreich besiegte, kam auch Salzburg an Bayern. Der Matreier Pflegsverwalter Ägidius Kienberger versuchte, die Matreier aus dem herannahenden Konflikt herauszuhalten, was ihm jedoch nicht gelang. Nachdem die Tiroler am 1. November die Schlacht am Bergisel gegen die Franzosen verloren hatten, drangen zwei Tage später die Franzosen in Osttirol ein. Die Osttiroler erzielten zwar am 10. November im Iseltal und am 8. Dezember bei Ainet einen Sieg, danach brach jedoch der Widerstand zusammen. Am 24. Dezember drangen die Franzosen schließlich in Matrei ein und bezogen Quartier im Ort. Da man der gesuchten Schützenführer Anton Wallner und Johann Panzl nicht habhaft werden konnte, richtete man stattdessen am 29. Dezember Franz Obersamer und Johann Weber hin.
Matrei wurde schließlich 1811 endgültig von Salzburg abgetrennt und den neugeschaffenen drei illyrischen Provinzen zugeschlagen, im engeren Sinn der illyrischen Provinz Kärnten. Es folgte die Einführung von französischen Gesetzen, französischem Geld und französischer Verwaltung. Matrei wurde als größere Verwaltungseinheit („Canton“) Sitz eines Richters und eines Einnehmers. Darunter standen die „Arrondissements“ (Gemeindebezirke), denen ein „Maire“ (Bürgermeister) vorstand. Die ursprüngliche Verwaltung mit dem Pfleggericht wurde aufgelöst, Johann Josef Wohlgemut wurde zum ersten Bürgermeister Matreis ernannt. Bereits am 12. November 1813 endete jedoch die Herrschaft der Franzosen in Matrei mit dem Einrücken österreichischer Truppen. Kaiser Franz I. ordnete anschließend die Vereinigung Windisch-Matreis und Lengbergs mit Tirol an. Die Übergabe erfolgte am 26. Februar 1814, wodurch die 600-jährige Isolation Matreis endgültig beendet wurde.

### Matrei als Teil Tirols
Die Angliederung Matreis an Tirol bewirkte insbesondere eine allmähliche Befreiung der Bauern von den drückenden Grundlasten. 1835 erwirkte die Hofkammer eine Abschaffung aller nicht ursprünglichen Abgaben wie Vogtei-, Jäger- und Burgrechte. Gleichzeitig wurden die unter staatliche Verwaltung gekommenen Freistifte in Erblehen umgewandelt und die hohen Freistiftehrungen abgeschafft. Der jährliche Grundzins für staatliche Güter wurde 1843/44 auf die Hälfte reduziert. 1848 wurde schließlich vom österreichischen Parlament die Erbuntertänigkeit abgeschafft. Grundherren durften nur jenen Teil behalten, den sie bewirtschaften konnten, alle Leistungen der Bauern an die Grundherren wurden abgeschafft und der Agrarbesitz ging in das Eigentum der Bauern über. Diese mussten lediglich ein Drittel des Wertes an den Grundherren zahlen, ein weiteres Drittel wurde dem Eigentümer vom Staat erstattet.
Durch das Inkrafttreten der Tiroler Gemeindeordnung im Jahr 1866 wurde auch das Gemeindewesen in Matrei grundlegend reformiert. Als Bestandteil Salzburgs hatte das Land- oder Pfleggericht Windisch-Matrei noch aus 28 Rotten oder Steuergemeinden bestanden, von denen 16 im heutigen Gemeindegebiet und 12 im Defereggental liegen. Als Matrei 1810 den illyrischen Provinzen zugeschlagen wurde, bildete man drei Gemeinden, Windisch-Matrei, Virgen (mit Prägraten) und Defereggen, die dem Friedensgericht (Kanton) Matrei unterstanden. Kals hingegen gehörte bereits zum Kanton Lienz. 1817 folgte eine Neueinteilung der Gemeinden, die im Wesentlichen den heutigen Zustand widerspiegelt, allerdings wurde je eine Gemeinde Windisch-Matrei-Markt sowie Windisch-Matrei-Land gebildet, erst 1938 wurden die beiden Gemeinden zusammengeschlossen. Die Gemeindegrenzen wurden nun auf Dauer festgelegt, lediglich 1856 erhielt Matrei die früher zu Virgen gehörende Schattenseite des Frosnitztales zugesprochen.
Zur Verwaltung der Gemeinden wurde 1866 das Amt des Bürgermeisters geschaffen, allerdings hatten die Bürgermeister noch wenige Rechte und unterlagen der Aufsicht des Landgerichts. Ihnen standen die Ausschussmitglieder (Gemeinderäte) zur Seite, im Markt waren es drei, in der Landgemeinde 14 Mitglieder. Die Wahlen waren jedoch durch das eingeschränkte Wahlrecht sehr undemokratisch und verliefen auch nach der Wahlrechtsänderung 1907 sehr einseitig, da die Matreier lediglich Abgeordnete der Christlichsozialen Partei bzw. des Tiroler Bauernbundes wählten. Zwischen 1868 und 1895 verfügte Matrei auch über einen Vertreter im Tiroler Landtag.

### Aufschwung des Tourismus

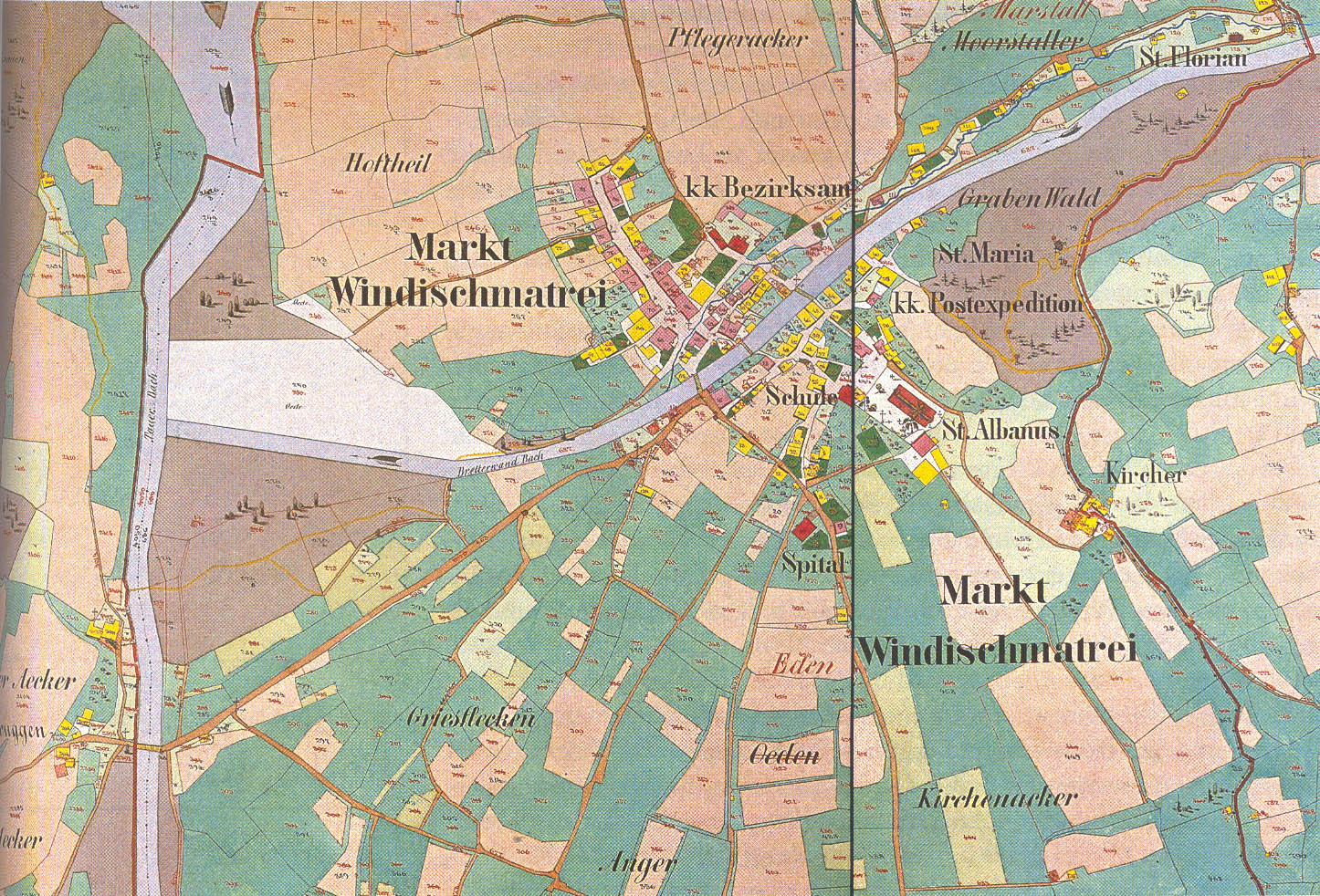
Katastral-Urmappe Matreis um 1860

Um 1860 basierte die Lebensgrundlage der Matreier Bevölkerung noch fast ausschließlich auf der Landwirtschaft. Wenig später kam der Tourismus als Erwerbsquelle hinzu. Für Matrei ausschlaggebend war der Alpinismus, denn als 1865 die Erstbesteigung des Großvenedigers von der Tiroler Seite aus gelang, wurden das Innergschlöß, das Matreier Tauernhaus und der Markt selbst zu einem der ersten Tourismuszentren der Ostalpen. Vor allem die Geschäfte der Gastwirte und das Verkehrsgewerbe florierten nun, aber auch Bauern und Hirten konnten sich als Bergführer ein Zubrot verdienen. Wegbereiter für den Tourismus waren der Deutsche und Österreichische Alpenverein, der 1871 die älteste Prager Hütte am Großvenediger errichtete. Alpenvereinsmitglied Hermenegild Hammerl, Rauterwirt in Matrei, errichtete die Hütte im Auftrag der Sektion Prag und erbaute auch das Haus am Kals-Matreier-Törl sowie den Reitweg dorthin. Auch die Sektion „Iseltal in Windisch-Matrei“ dürfte auf ihn zurückgehen.
In den folgenden Jahrzehnten errichtete man weitere Berghütten und baute Wanderwege aus. Ende des 19. Jahrhunderts wurden schließlich die Schlossbesitzer von Weißenstein zu den Förderern des Tourismus. Baron Adalbert von Mengershausen, selbst Alpenvereinsobmann, und der Münchner Versicherungsdirektor Karl von Thieme investierten viel Geld in den Fremdenverkehr und gaben der Matreier Alpenvereinssektion den finanziellen Rückhalt um beispielsweise zwischen 1902 und 1912 den Wanderweg durch die Prosseggklamm zu bauen. 1914 gab es neben dem großen Gasthof Rauter (40 Zimmer) bereits sechs weitere Gasthöfe (Wohlgemuth, Plangger, Brau, Hutter, Panzl und Tobias Unterrainer) sowie fünf Vermieter von Privatzimmern.

### Armut, Vermurung und der Großbrand Ende des 19. Jahrhunderts

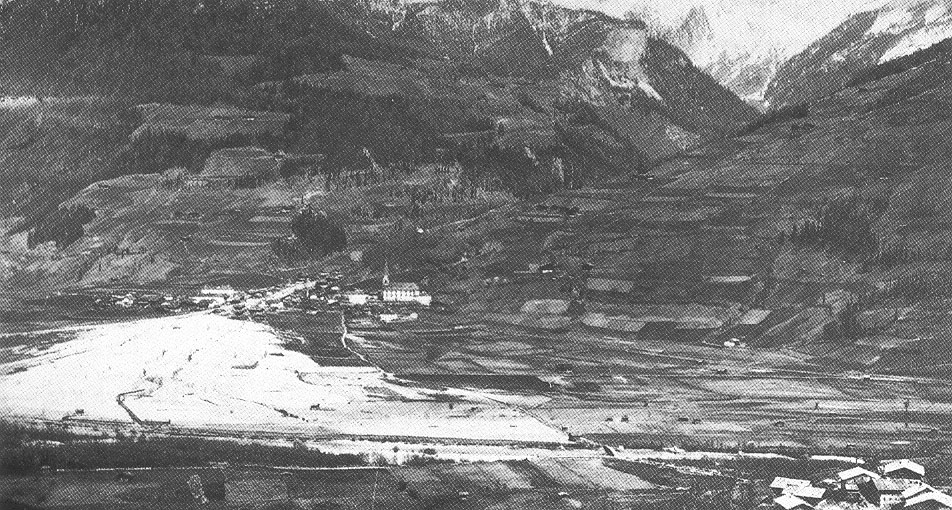
Matrei nach dem Ausbruch des Bretterwandbachs

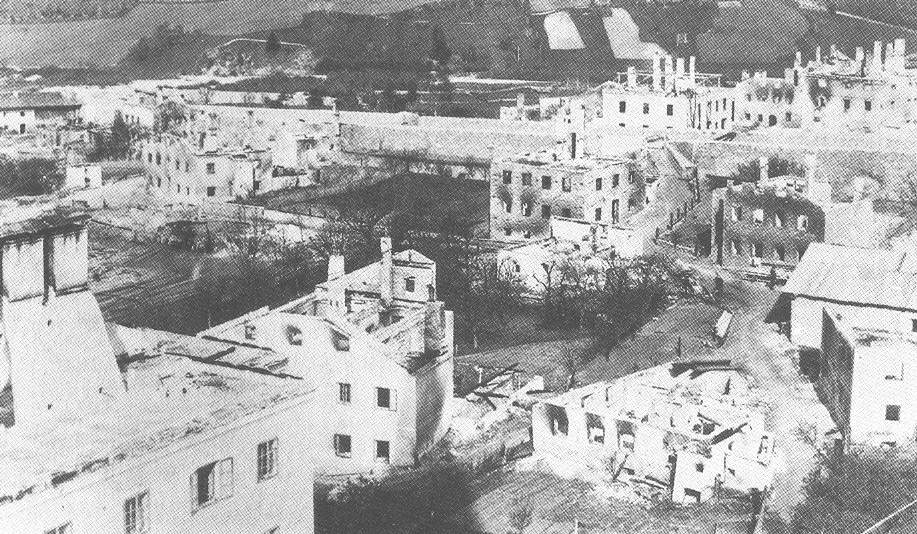
Matrei nach dem Brand 1897

Wirtschaftlich hatte sich die Lage der Bevölkerung in der zweiten Hälfte des 19. Jahrhunderts nicht wesentlich verändert. Immer noch litten große Teile an Armut und mussten außerhalb der Gemeinde nach Arbeit suchen. So verließen etwa im Jahre 1889 100 junge Matreier über die Sommermonate den Ort, um in den Bergwerken der Steiermark (vor allem in Eisenerz) zu arbeiten. Die Armut führte auch dazu, dass es ab der zweiten Hälfte des 19. Jahrhunderts zu einer Auswanderungsbewegung kam, die mit starken Schwankungen bis zum Zweiten Weltkrieg andauerte. Zur alltäglichen Not kamen Ende des 19. Jahrhunderts aber auch schwere Katastrophen. Zunächst brannte vom 30. auf den 31. März 1895 die Ortschaft Bichl nieder, wobei neun Anwesen vernichtet wurden. Am 21. und 22. Juli desselben Jahres verwüstete der Bretterwandbach Matrei und vermurte Teile des Ortes.
Zur größten Katastrophe kam es jedoch am 10. Mai 1897. Nachdem im Bereich des Matreier Spitals ein Haus in Brand geraten war, löste der durch den Tauernwind ausgelöste Funkenflug einen Großbrand aus. Der Hintermarkt brannte völlig nieder und auch der Vordermarkt war betroffen. Innerhalb von drei Stunden standen 78 Objekte in Flammen. Gerettet werden konnten lediglich 10 Häuser in der oberen Patergasse, drei Häuser in der Rieglergasse und ein Haus im Hintermarkt. Auch die Kirche, das Widum und das Pfarrfutterhaus konnten dank des Einsatzes der Virgener und Mitteldorfer Feuerwehr vor dem Brand bewahrt werden. Es dauerte zwei Jahre, bis der Ort wieder aufgebaut war. Einen Wiederaufbau des Ortes abseits des Bretterwandbaches verwarf man hingegen zu Gunsten der Verbauung des Baches.

## Matrei im 20. Jahrhundert

### Investitionen in die Infrastruktur
Während Lienz durch den Bau der Drautal- und Pustertalbahn 1870/71 an höherrangige Verkehrsnetze angeschlossen wurde, blieb Matrei dies vorerst verwehrt. Eine Bahnlinie über den Felber Tauern wurde zugunsten des Bahnprojekts Mallnitz-Bad Gastein (Tauernbahn) verworfen, und auch einer Lokalbahn erteilte man nach Debatten Anfang des 20. Jahrhunderts eine Absage. Um den Tourismus in Matrei zu steigern, wurde nun der Straßenbau forciert. Die Iseltalstraße im Gemeindegebiet Matreis bis Huben erneuerte man bereits in den 1880er Jahren völlig, und nach langen Verhandlungen über die Teilung der Erhaltungskosten begann im Jahr 1901 der Bau der neuen Iseltalstraße. Zur Finanzierung wurde beim Gasthaus Brühl eine Mautstation errichtet. Der Straßenzustand war aber in der Folge so schlecht, dass die Straße für Autos gesperrt wurde und erst 1923 wieder für Autos freigegeben werden konnte, ohne dass sich jedoch etwas am Straßenzustand geändert hatte. Ab 1913 führte man immerhin eine dreimal täglich verkehrende Autobuslinie ein.
Pläne zur Verwirklichung eines Kraftwerks in der Proseggklamm gab es erstmals 1903, wobei dieses Kraftwerk auch die Stadt Lienz und die geplante Iseltalbahn hätte versorgen sollen. Da die Verhandlungen jedoch scheiterten und auch ein Kraftwerk bei Huben nicht zustande kam, wurde im November 1913 ein kleines, privates Elektrizitätswerk fertiggestellt. Nach einer „Energiekrise“ 1919 wurde weiters ein Gemeindekraftwerk am Steiner Wasserfall verwirklicht. Insgesamt wurde das Gemeindekraftwerk dreimal erweitert und 1979 von der TIWAG übernommen. Zwischen 1943 und 1969 versorgte es auch das Virgental. Die Versorgung mit einer Hochdruckwasserleitung dauerte hingegen länger. Zwar war ein Projekt dafür bereits 1913 ausgearbeitet, doch erst 1930 gab es die notwendige Mehrheit im Gemeinderat. Im August 1931 konnten bereits die ersten Hydranten durch Bürgermeister Obwexer eröffnet werden, die Hausanschlüsse wurden zu dieser Zeit noch fertiggestellt. Auf eine moderne Kanalisation mussten die Matreier jedoch noch bis in die 60er Jahre warten.

### Matrei in der Zwischenkriegszeit
Die Dominanz konservativer Parteien blieb auch nach dem Ersten Weltkrieg in Matrei erhalten. Bei den Landtagswahlen 1921 gab es beispielsweise für die Sozialdemokraten in beiden Matreier Gemeinden keine einzige Stimme. Nur die Nationalsozialisten erreichten zu Beginn der 1930er Jahre einigen Zulauf, jedoch kam es in Matrei zu keinen tätlichen Auseinandersetzungen. Um die Sozialdemokraten blieb es weiterhin ruhig, nur in Huben wurde in einer Flugblattaktion der Zusammenschluss von Bauern und Arbeitern gefordert. Die Ausrufung des autoritären Ständestaats 1934 machte sich jedoch auch in Matrei bemerkbar. Zahlreiche Organisationen der Austrofaschisten beherrschten nun mit Kundgebungen und Veranstaltungen das Ortsbild. Die Wahlen zum Gemeinderat wurden abgeschafft, die Gemeinderäte nun noch vom Landeshauptmann ausgewählt. Die Bedeutung des Tourismus stieg auch in der Zwischenkriegszeit an. 1929 profitierten von ihm 8 Gasthausbesitzer und 23 Privatzimmervermieter. Ein weiterer Aufschwung blieb jedoch aus, da ein Ausbau der Felbertauernstraße unterblieb und die Tausendmarksperre ab 1933 den Urlaubsverkehr aus dem Deutschen Reich massiv einschränkte. 1935 zählte man in Matrei bereits 5828 Nächtigungen, wobei 78 % der 2532 Besucher aus Österreich (davon 57 % Wiener) und 12 % aus der Tschechoslowakei kamen.

### Matrei in der Zeit des Nationalsozialismus
Der nach 1934 so genannte Gemeindetag hatte nur kurze Zeit Bestand. Nach dem Einmarsch Hitlers wurde er aufgelöst, und ehemals illegale österreichische Nationalsozialisten sowie neue Parteimitglieder übernahmen die Macht. Die bereits geplante Zusammenlegung der Marktgemeinde mit der Landgemeinde wurde am 20. Mai 1938 beschlossen. Die Bevölkerung wurde nun durch freiwillige Teilnahme oder Pflichtmitgliedschaften streng im nationalsozialistischen Sinne organisiert. Hinzu kamen der Reichsarbeitsdienst und die Rekrutierungen für das Militär. Im September 1940 entstand am alten Marktplatz auch eines der drei Osttiroler Arbeitsmaidenlager, von wo die Mädchen nach 14 Tagen Ausbildung zum Einsatz in den Bauernhöfen kamen. Auch französische Kriegsgefangene standen in Matrei im Arbeitseinsatz. Am Klaunz-Bühel wurde eine Flugwache und am Gries eine Heeresbaracke errichtet. Nach der Kapitulation erreichte noch am 8. Mai 1945 der erste englische Soldat auf einem Motorrad den Ort.

### Matrei nach 1945
Bereits im Frühjahr 1946 wurde in Matrei ein neuer Gemeinderat gewählt, und während die Zusammenlegung der beiden Gemeinden bestehen blieb, wurde die Angliederung Osttirols an Kärnten 1947 wieder rückgängig gemacht. Die Dominanz der ÖVP bestand jedoch auch in den kommenden Jahrzehnten trotz Bevölkerungswachstum und Strukturwandel weiter. Einen außerordentlichen Boom erlebte der Tourismus. Bereits 1948 erzielte man mit fast 10.000 Nächtigungen das bisher beste Ergebnis. Auch Prominente kamen nach Matrei, darunter Leopold Figl, der den Ort zwanzigmal besuchte. In den 50er Jahren gelang es erstmals auch, den Wintertourismus in Matrei zu verstärken. Zwischen den Wintersaisons 1952/53 und 1960/61 erhöhte sich die Zahl der Nächtigungen von 783 auf 5654.
Eine weitere Steigerung des Tourismus wurde durch den Bau der Felbertauernstraße erreicht. Da der Bau der Straße erneut aus Geldmangel zu scheitern drohte, gründeten die Osttiroler die Felbertauern-Aktiengesellschaft, und die Gemeinde belastete ihr Budget zum Bau der Straße. Matrei investierte damals 1,7 Millionen Schilling und ist heute nach Bund und Land der drittgrößte Gesellschafter. Die 1967 eröffnete Straße sowie der allgemeine Aufschwung des europäischen Tourismus ab den 60er Jahren bescherten der Gemeinde in der Wintersaison 1971/72 27.000 Winter- und im Jahr 1973 230.000 Sommerübernachtungen. In der Folge stagnierte der Tourismus jedoch, weshalb Anfang der 1980er Jahre das Skigebiet Goldried eröffnet wurde. 1982/83 konnte somit die Zahl der Winternächtigungen auf über 60.000 gesteigert werden, und auch der Sommertourismus konnte Anfang der 90er Jahre die Hürde von 300.000 Nächtigungen nehmen. Die Gründung des Nationalparks Hohe Tauern lenkte den Tourismus schließlich in die Richtung des sanften Tourismus.

## Matrei im 21. Jahrhundert
Sorgte in den 1970er und 1980er Jahren der geplante Stausee in der benachbarten Gemeinde Kals am Großglockner (Kalser Dorfertal) für Aufregung, so führte der 2005 veröffentlichte Optionenbericht der TIWAG zu Widerständen in der Matreier Bevölkerung. Der Optionenbericht sieht neben anderen Kraftwerksprojekten auch die Errichtung eines Pumpspeicherkraftwerks Matrei-Raneburg vor, wozu es zur Errichtung eines riesigen Stausees oberhalb des Weilers Raneburg und einer Aufstauung des Tauernbaches käme. Weiters wäre ein Ausgleichsbecken oberhalb des Marktes vonnöten. Während sich die Landesregierung und der Matreier Bürgermeister Andreas Köll für das Projekt aussprachen, stimmte der Matreier Gemeinderat und der Bezirksbauernbund gegen das Projekt. Neben der lokalen Bevölkerung, die sich in einer Bürgerinitiative organisiert hat, sprechen sich auch die Grünen sowie Bezirksparteien der SPÖ und der FPÖ gegen das geplante Kraftwerk aus.
Im Jahr 2002 wurde das Bezirksgericht Matrei aufgelöst. Damit ist Lienz nun einziger Gerichtsort in Osttirol.
Im Juni 2006 wurde das neue Matreier Tauernstadion eröffnet. Das erste Spiel fand gegen den Lokalrivalen Rapid Lienz vor 1300 Zuschauern statt.

## Wirtschaftsgeschichte

### Tourismus

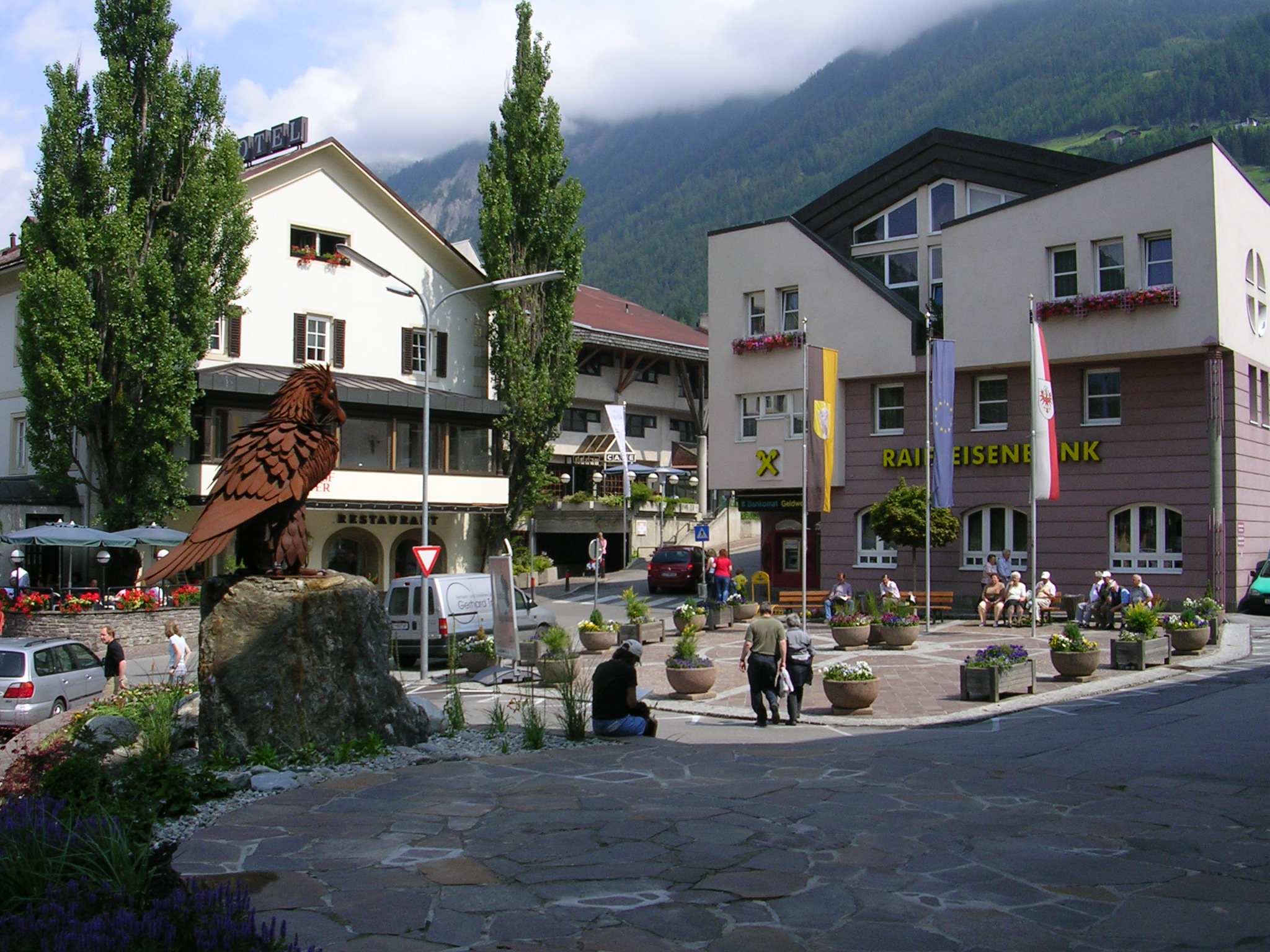
Der Rauterplatz mit dem gleichnamigen Hotel

Der Tourismus begann sich in Matrei erst mit der Verbreitung des Alpinismus zu entwickeln. Bedeutend für Matrei in diesem Zusammenhang war die Erstbesteigung des Großvenedigers 1865. Danach wurde das Innergschlöß, das Matreier Tauernhaus und der Markt selbst zu einem der ersten Tourismuszentren der Ostalpen. Der Tourismus entwickelte sich auch in der Zwischenkriegszeit weiter. 1929 gab es bereits 8 Gasthausbesitzer und 23 Privatzimmervermieter, und 1935 zählte man in Matrei bereits 5828 Nächtigungen, wobei 78 % der 2532 Besucher aus Österreich (davon 57 % Wiener) und 12 % aus der Tschechoslowakei kamen. Nach 1945 konnte der Tourismus weiter sukzessive gesteigert werden. Nachdem 1948 mit fast 10.000 Nächtigungen das bisher beste Ergebnis erzielt werden konnte, wurde in der Folge auch der Wintertourismus aktiviert. Zwischen 1952/53 und 1960/61 steigerte sich die Zahl der Nächtigungen im Winter von 783 auf 5.654.
Einen weiteren Boom löste der Bau der Felbertauernstraße aus. 1971/72 konnten bereits 27.000 Winter- und im Jahr 1973 230.000 Sommerübernachtungen gezählt werden. Um eine bessere Auslastung im Winter zu erreichen, wurde Anfang der 1980er Jahre das Skigebiet Goldried eröffnet, wodurch die Winternächtigungen mehr als verdoppelt werden konnten. 1998 wurde schließlich auch eine Einseilumlaufbahn errichtet. Wichtigstes Standbein blieb jedoch der Sommertourismus, der mit der Gründung des Nationalparks „Hohe Tauern“ in eine sanfte Richtung gelenkt wurde. Derzeit werden ganzjährig ca. 260.000–300.000 Übernachtungen pro Jahr gezählt.

### Industrie, Handel und Gewerbe
Gewerbe- und Handwerksbetriebe waren schon im 19. Jahrhundert auf den Markt Matrei konzentriert. 1888 gab es im Markt 70 Betriebe (bei 98 Häusern), allerdings waren auf Grund der geringen Wirtschaftsleistung 1878 nur 14 Betriebe zur Teilnahme an den Wahlen der Handels- und Gewerbekammer berechtigt, in der Landgemeinde war es nur ein Betrieb. In der Regel unterhielten die Marktbürger nebenbei eine kleine Landwirtschaft, in der Landgemeinde waren die Bauern hingegen oft auch handwerklich tätig. Die Betriebsgrößen blieben auch in der Folge klein, nur die größeren Gasthöfe beschäftigten eine größere Anzahl von Menschen. Immerhin belebten größere Bauvorhaben nach dem Ersten Weltkrieg die Bauwirtschaft und das Transportgewerbe. Bedeutende Betriebe, mit Ausnahme einer 1930 gegründeten Sennerei, entstanden jedoch nicht. Erst durch die allgemeine Hochkonjunktur der 1960er und 1970er Jahre sowie den Fremdenverkehr und den Bau der Felbertauernstraße begann sich die Situation zu wandeln. Zahlreiche Gewerbebetriebe errichteten ab dem Ende der 1960er Jahre Zweigniederlassungen in Matrei und konnten so die Abwanderung der rasch gewachsenen Bevölkerung stoppen. Auch ein Industriebetrieb siedelte sich an. Heute besteht im Markt Matrei neben zahlreichen Handwerks- und Handelsbetrieben ein Industriebetrieb mit mehr als 200 Mitarbeiterinnen und Mitarbeitern sowie vier Banken. Der Lebensmittelhandel hat sich hingegen vom Ortszentrum auf Grund der Parkplatzsituation an den Ortsrand verlagert. In der Katastralgemeinde Matrei-Land, insbesondere im Gewerbe- und Industriegebiet Seblas haben sich weitere Unternehmen angesiedelt.

### Landwirtschaft
| Viehstand | 1812  | 1951  | 1991  |
| --------- | ----- | ----- | ----- |
| Pferde    | 167   | 258   | 116   |
| Rinder    | 1.956 | 2.239 | 2.654 |
| Schweine  | 898   | 898   | 441   |
| Schafe    | 2.587 | 1.781 | 2.855 |
| Ziegen    | 1.098 | 784   | 413   |
| Geflügel  | -     | 3.019 | 2.119 |

Die große Rodungsperiode in der Region erfolgte zwischen dem 11. und dem 13. Jahrhundert. In den ersten beiden Jahrhunderten wurden die günstigeren Böden kultiviert, im 13. Jahrhundert die ungünstigeren. Zuerst entstanden hauptsächlich große Viehhöfe, die keinen Getreideanbau betrieben und von der Schafzucht lebten. Erst im 15. Jahrhundert setzte die Rinderzucht ein. Bis Mitte des 16. Jahrhunderts waren jedoch die Großhöfe der ehemaligen Beutellehen durch Vererbungen bereits in mehrere Teilhöfe aufgesplittert. Andere Höfe waren aus den Maierhöfen hervorgegangen. Der Getreideanbau blieb auch im 17. Jahrhundert von geringer Bedeutung, vorherrschend waren vor allem Roggen- und Gerstenanbau. Der Viehbestand im Jahr 1624 betrug in Markt und Land Matrei 2.204 Stück Rindvieh, 3.650 Schafe und 113 Pferde.
Lange Zeit gab es kaum Veränderungen im landwirtschaftlichen Bereich. Um 1870 setzten in Matrei jedoch schließlich Bestrebungen ein, die durch eine Informations- und Bildungskampagne Reformen in der Landwirtschaft durchsetzen wollten. Insbesondere wurde versucht, die Bauern zum Wechsel vom Getreideanbau zur Viehzucht zu animieren. 1900 wurde hierzu auch ein Viehzuchtgenossenschaft gegründet, die Rinder- und Zuchttierausstellungen veranstaltete. Die Milchwirtschaft blieb hingegen ein Stiefkind der Bauern und erst im November 1930 wurde eine Sennerei im Markt Matrei gegründet. Die Unsicherheiten der Viehwirtschaft und die allgemeine Not ließen auch den Getreideanbau nicht verschwinden. Erst um 1960 kam es zu einem gravierenden Wandel. Zwischen 1961 und 1977 sank der Anteil der bäuerlichen Bevölkerung von 40,1 % auf 19,8 %. Der Getreideanbau wurde praktisch aufgegeben. Während die Schweine-, Geflügel- und Ziegenhaltung seit dem frühen 19. Jahrhundert kontinuierlich zurückging, wurde die Rinderhaltung, insbesondere durch wachsende Betriebsgrößen, gesteigert. Ein Auf und Ab erlebte hingegen die Schafzucht, die nach einem starken Rückgang Mitte des 20. Jahrhunderts wieder Zuwächse verzeichnet.
1995 bestanden in Matrei noch 66 Vollerwerbsbetriebe, 75 Zuerwerbsbetriebe und 165 Nebenerwerbsbetriebe, wobei die wichtigste Wirtschaftsform die Viehzucht war. Die Betriebsgröße lag dabei im Durchschnitt bei 10 bis 15 Stück Großvieh.

## Geschichte des Matreier Schulwesens
Erstmals urkundlich überliefert ist ein Lehrer aus dem Jahr 1562. Als Marktort hatte Matrei wahrscheinlich aber bereits um 1300 einen Schulmeister. Als Lehrer dienten zunächst oft Handwerker oder Forstmänner, als Schulzimmer fungierte eine Bauernstube. Für eine fundierte Ausbildung schickte man die Kinder hingegen in eine Kloster- oder Domschule, später kam auch Lienz als Schulstandort hinzu. In Matrei erhielt der Lehrer in späterer Zeit eine eigene Schulstube und die Eltern bezahlten ein niedriges Schulgeld. Weitere Einkünfte erhielt der Lehrer durch eine jährliche Beihilfe, später koppelte man den Lehrerposten an das Amt des Mesners und Organisten. Im 18. Jahrhundert erwuchs den bestellten Lehrern immer wieder Konkurrenz durch die verbotenen sogenannten Winkelschulen. Auch nach der Einführung der Salzburger Landesschulverordnung zur Zeit Maria Theresias besuchten aus Geldmangel von 210 schulfähigen Kindern nur 60 bis 70 Kinder die Winterschule (von Advent bis Ostern) und sechs bis acht Kinder die Sommerschule. 1803 wurde immerhin das erste Schul- und Mesnerhaus errichtet, das heute noch am Kirchenplatz steht und eine Klasse beherbergte. Bis zum Jahr 1814 besuchten nur knapp die Hälfte der schulfähigen Kinder die Schule, ein Jahrzehnt später erreichte man immerhin, dass kaum noch ein Kind Analphabet war. Hierfür sorgten auch die kleinen Schulen in Seinitzen, Feld, Moos und die 1816 errichteten Schulen in Zedlach und Hinteregg. Die Schulzeit dauerte um 1850 aber nur von Martini bis Georgi.
1865 wechselte das Schulwesen von der kirchlichen Seite in die Hände der zivilen Verwaltung, die 1866 das neue Schulhaus am Kirchenplatz einweihte. 1927 besuchten bereits 229 Kinder die Marktschule, 1934 waren es 356 Schüler (im Schnitt 58 pro Klasse). 1943 kam es zur Bildung der ersten Hauptschule im alten Schulhaus, in der begabte Volksschüler nach dem Hauptschullehrplan unterrichtet wurden. 1944 übersiedelte die Hauptschule provisorisch in einen zuvor geplanten Kindergarten. Ab 1960 besuchten auch Kinder aus dem Virgental, dem Kalser Tal und dem Defereggental hier die Hauptschule; in den 1970er Jahren erfolgte dann eine Expositur in Kals bzw. die Gründung der Hauptschule in St. Jakob. 1961 erfolgte die Eröffnung eines neuen Schulzentrums am ehemaligen Pfarranger, in das zunächst die Volksschule und nach 1970 auch die Hauptschule übersiedelte. 1968 kam es zur Gründung einer Sonderschule, für die 1978 bis 1980 ein Zubau am Schulzentrum erfolgte. 1966 wurde der Polytechnische Lehrgang eingerichtet.